# ملعب إلها دو ريتيرو
ملعب إلها دو ريتيرو (بالإنجليزية: Estádio Ilha do Retiro)‏ هو ملعب كرة قدم يقع في ريسيفي، البرازيل، يتسع لـ 35,020 متفرج. هو الملعب الرسمي لنادي سبورت ريسيفه.

## التاريخ
افتتح الملعب في 1937.